# الحرية (الشرقية)
قرية الحرية هي إحدى القرى التابعة لمركز أبوحماد في محافظة الشرقية في جمهورية مصر العربية. حسب إحصاءات سنة 2006، بلغ إجمالي السكان في الحرية 4065 نسمة، منهم 2151 رجل و1914 امرأة.